# Щуциці
Щуциці (пол. Szczucice) — село в Польщі, у гміні Садове Опатовського повіту Свентокшиського воєводства.
Населення — 89 осіб (2011).
У 1975—1998 роках село належало до Тарнобжезького воєводства.

## Демографія
Демографічна структура на день 31 березня 2011 року:
|          | Загалом | Допрацездатний вік | Працездатний вік | Постпрацездатний вік |
| -------- | ------- | ------------------ | ---------------- | -------------------- |
| Чоловіки | 46      | 7                  | 30               | 9                    |
| Жінки    | 43      | 4                  | 26               | 13                   |
| Разом    | 89      | 11                 | 56               | 22                   |